# Pragmatiek (taalkunde)
Pragmatiek is de tak van de semiotiek en de taalkunde die de relatie tussen tekens of taaluitingen en hun gebruikers bestudeert. Maar van pragmatiek zijn er ook andere definities. De pragmatiek heeft raakvlakken met de sociolinguïstiek, en de scheidslijn tussen de semantiek en de pragmatiek van natuurlijke taal is niet altijd scherp te trekken. Pragmatiek bestudeert de relatie tussen taaluitdrukkingen en de specifieke situatie waarin deze uitspraak past. Verschijnselen die door de pragmatiek worden bestudeerd zijn onder meer taalfuncties, taalhandelingen, deixis, presupposities, maximes en implicaturen.

## Voorbeelden: taal en werkelijkheid
Als de uitspraak:
Het is koud
puur semantisch bekeken wordt, kan de waarheidswaarde van de propositie op 0 of 1 worden gesteld, afhankelijk van welke temperatuur er in de ruimte heerst, en wat over het algemeen als "koud" wordt ervaren. Een pragmatische analyse zou bijvoorbeeld afhankelijk van de context de informatie kunnen inhouden dat de kachel hoger gezet moet worden, of een deur of raam gesloten, en bestudeert dus het effect dat de spreker met de taaluiting probeert te bewerkstelligen.
Een ander voorbeeld is de uitspraak:
Wanneer ben jij ermee opgehouden jouw vrouw te slaan?
Deze uitspraak heeft als presuppositie dat de toegesprokene zijn vrouw ooit heeft geslagen, en de spreker drukt hier vaak ook impliciet mee uit dat hij de genoemde handelwijze afkeurt. Toen presidentskandidaat Dukakis tijdens een debat werd verweten:
He's a l-i-b-e-r-a-l
waarbij het woord liberal zo werd uitgesproken alsof het een scheldwoord was of een vies woord was (zie ook connotatie), zou het bestuderen van wat nu precies het beoogde en al dan niet verkregen effect van deze taaluiting was een onderwerp van de pragmatiek kunnen zijn.

## Taal en buitentalige context
Pragmatiek heeft dus eerst en vooral met de buitentalige context waarin een bepaalde taaluiting wordt verricht te maken. Het met de taaluiting beoogde effect (de taalhandeling) kan soms volledig los staan van de betekenis van elk van de gebruikte woorden afzonderlijk:
- De vraag Waarom zijn de bananen krom? is meestal niet letterlijk bedoeld, anders zou deze vraag eenvoudig te beantwoorden zijn: "Door de aanwezigheid van bepaalde genen in de banaan". Wat de spreker hiermee in feite bedoelt is: "Je moet niet zulke zinloze vragen stellen!"
- Wanneer een man zijn ex-vrouw die voor hem is gevlucht en een nieuwe identiteit heeft aangenomen vanuit zijn eigen huis opbelt en haar vraagt: Dag schat, met mij, hoe is het met je? heeft deze taaluiting niet de gebruikelijke functie, maar is veeleer bedoeld als een vorm van intimideren of zelfs bedreigen.

fonologisch niveau ·
morfologisch niveau ·
syntactisch niveau ·
semantisch niveau ·
pragmatisch niveau